# Synagoga w Krzemieńcu
Synagoga w Krzemieńcu – żydowska bóżnica znajdująca się w Krzemieńcu na Wołyniu.
Obecnie użytkowana jest jako dworzec autobusowy.